# Dunas de Concón
Las dunas de Concón, oficialmente nombradas Campo dunar de la Punta de Concón, es un conjunto de dunas chileno ubicado entre la comuna de Concón y la localidad de Reñaca en la Región de Valparaíso.

## Características

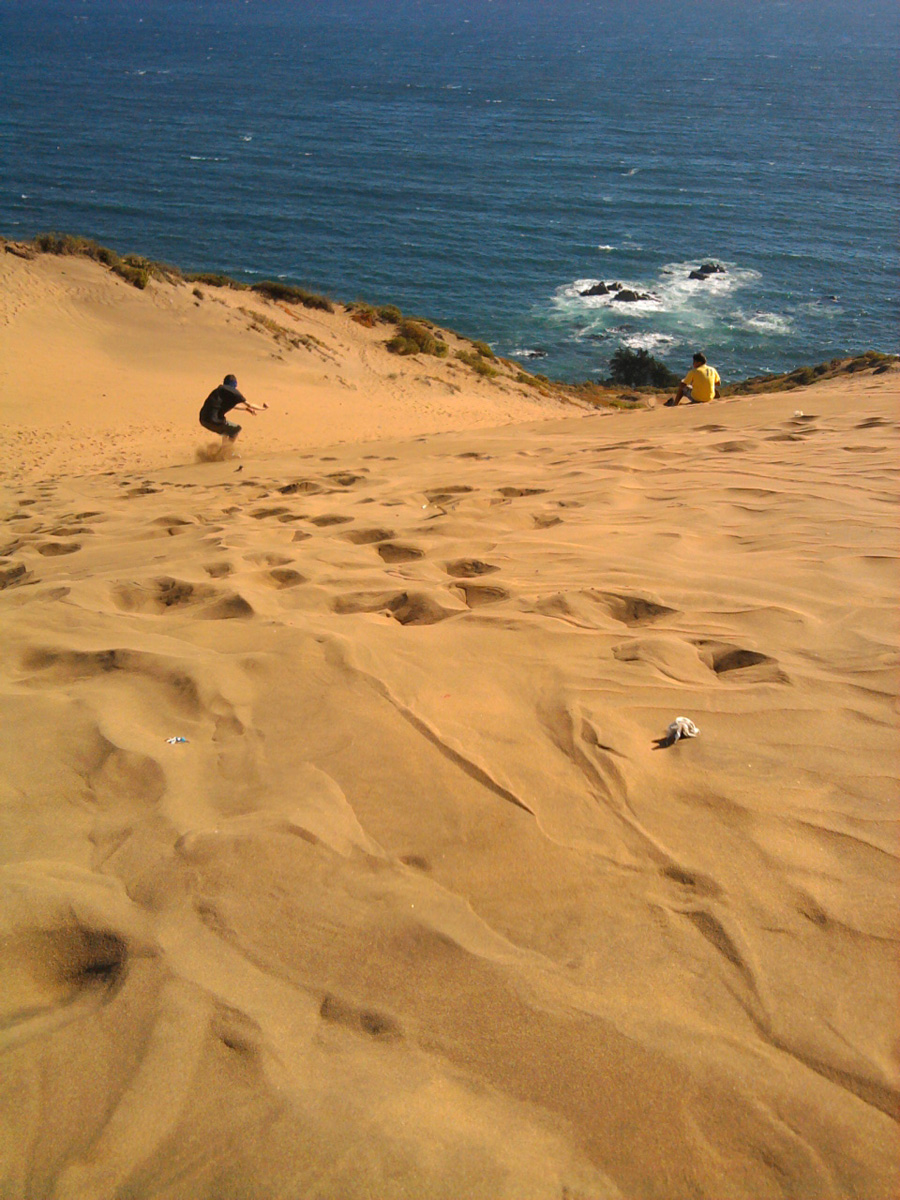
Sandboard en las dunas.

El campo dunar, cuyo origen geológico data del Período Cuaternario, se ubica en una terraza marina a más de 30 m s. n. m., y posee dunas estables, producidas tras vastos procesos de modelamiento eólico, transversalmente en dirección suroeste, predominante en la zona.  
La fuente de alimentación de arenas que dio origen a estas dunas fueron los esteros de Viña del Mar y Reñaca, cuyas cuencas costeras nacen en la cordillera de la Costa. Se produjeron en un periodo interglaciar gracias al aumento del caudal de ríos y esteros por el derretimiento de los hielos, cuando los cursos de agua mantenían un caudal mayor que el actual y, por lo tanto, poseían una gran capacidad para transportar notables cantidades de sedimentos hasta su desembocadura. Se caracterizan por no ser alimentadas por arenas de la playa; están colgadas, apartadas por acantilado, son una duna fósil. Geomorfológicamente, las dunas de Concón se denominan "dunas colgadas". Esta disposición las hace muy frágil.
En el Santuario se pueden distinguir dos campos dunares diferentes: las dunas pleistocenas y las dunas holocenas. Las primeras son las más antiguas y se encuentran al interior, al oriente de la actual Av. Reñaca-Concón. Están estabilizadas debido al accionar de la vegetación, gracias que a más desarrollo del suelo en el estrato alto se sustentan especies propias del bosque esclerófilo como molle, maitén, huingán, peumo y boldo. Las dunas más recientes, las  holocenas, se ubican sobre el acantilado muerto, en el frontis de la roca oceánica. Comprenden una alineación transversal al viento predominante SW, alternándose con depresiones.
Las dunas son utilizadas como atracción turística, siendo usual la práctica de deportes como sandboard.

## Vegetación

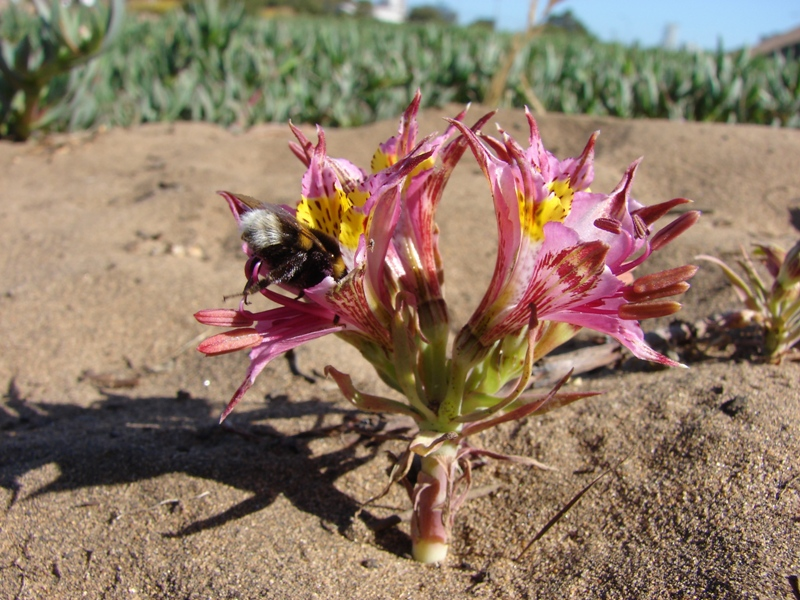
Alstroemeria hookeri ssp recumbens abordada por un abejorro común en las dunas.

Las dunas cuentan con una vegetación arbustiva menor, propia del matorral costero del litoral del Norte Chico de Chile. Mayormente formada por arbustos y hierbas anuales, junto con un grupo de flores distribuidas de forma irregular a lo largo de las dunas, teniendo un nivel de aglomeración distinta según el nivel de la duna en que se encuentran. Sin embargo, en la duna hay un ecosistema que se compone no únicamente por especies vegetativas, sino que también dispone con especies que dependen exclusivamente de este lugar, como por ejemplo pequeños invertebrados y aves. Se encuentra el Liolaemus kuhlmanni, un vertebrado correspondiente a la familia de reptiles que habitan la costa central de Chile, que ocupan las dunas como lugar de reproducción, alimentación y refugio. La fauna predominante consta de poblaciones de aves marinas (especialmente migratorias, como chorlos y playeritos), y sitios de descanso de lobos marinos y pingüinos de Humboldt.

## Área protegida
El 5 de agosto de 1993 fue nombrado Santuario de la Naturaleza por el Decreto 481 del Ministerio de Educación de Chile. El 28 de abril de 1994 se restringió el área protegida a 12 de las 45 hectáreas totales del conjunto, mediante el Decreto 106 del mismo ministerio. Ello, permitió que los propietarios de los terrenos no protegidos proyectaran la construcción de edificios de departamentos en las dunas, por el alto valor de estos y su ubicación contigua a centros turísticos. Ante la preocupación de la comunidad, en 2006 se amplió la protección a 21,8 hectáreas, de las cuales 2,3 corresponden a la comuna de Viña del Mar y 19,5 a la comuna de Concón.
En 2011, la Sociedad Urbanizadora Reñaca Concón S.A. (Reconsa), dueña de las 21 hectáreas del campo dunar que están protegidas, decidió cerrarlas al libre acceso del público argumentando protección del lugar de la contaminación y la práctica de deportes, además de interponer un recurso de protección de su derecho a la propiedad ante la Corte de Apelaciones de Valparaíso. El 27 de diciembre la empresa comenzó a cercar las dunas, sufriendo la oposición de vecinos, quienes interrumpieron las obras. El 29 de diciembre la Corte de Apelaciones decidió no innovar en cuanto al cierre perimetral del santuario, hasta que no se resolviera el recurso de protección. Otro recurso de protección se interpuso contra la empresa, buscando impedir el cierre de las dunas; el 15 de febrero de 2012 fue desestimado en fallo dividido. En diciembre del mismo año el Ministerio de Medio Ambiente amplía a 30.1 hectáreas la zona del campo dunar declarada como Santuario de la Naturaleza. Esto reconoce la existencia en el área de un ecosistema sumamente frágil, que cuenta con la mayor diversidad de flora y fauna del sistema dunar litoral de Chile. A través del Decreto 45, dictado el 26 de diciembre del 2012, se aprueba la propuesta de redelimitación, ampliación y se declaran Santuario de la Naturaleza dos sectores del Campo Dunar de La Punta de Concón. 

### Geositios
Un geositio o sitio de interés geológico es un lugar natural que, por su valor, es considerado patrimonio geológico por mostrar de manera continua en el espacio, una o varios elementos característicos que son considerados de importancia en la historia geológica. Estas áreas destacan por su valor científico, educativo o turístico.
El geositio Dunas de Concón declarado como Santuario de la Naturaleza el año 1993 corresponde al campo dunar de la punta de concón, se encuentra ubicado entre las localidades de Reñaca y Concón, región de Valparaíso sobre una terraza marina ubicada a 80 m s.n.m. Se les denomina dunas fósiles debido a que éstas no están siendo alimentadas por arenas de la playa, porque están separadas  por un acantilado costero. Su superficie están estabilizadas naturalmente por una cubierta vegetal de matorral bajo costero. En el Pleistoceno los sedimentos eólicos se acumularon en la parte superior y cubren sedimentos marinos de la Formación Caleta Horcón, del Plioceno Superior.

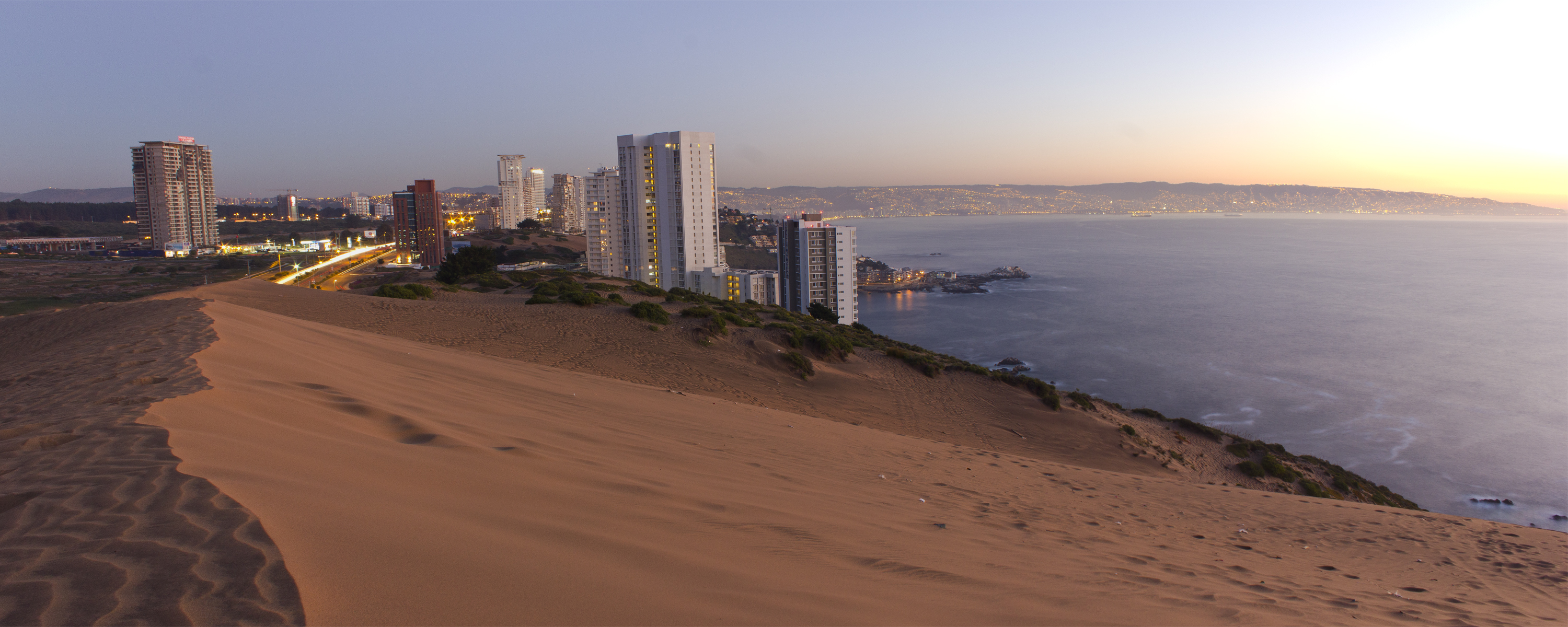
Vista desde las dunas.

## Conflicto en la zona
Debido a las transformaciones de la zona protegida y de las modificaciones de las hectáreas del campo dunar, el sector protegido pertenece a una empresa inmobiliaria y no al Estado chileno. Esto ha generado conflicto debido a las pretensiones de construcción en sectores cercanos al Santuario de la Naturaleza. Actualmente existen cuatro anteproyectos inmobiliarios en el lugar.
Entre esos proyectos se encuentran las obras del proyecto inmobiliario Makroceano, que consta de un edificio de 9 pisos cercano al límite sur del campo dunar de Concón. Sin embargo este proyecto se encuentra paralizado gracias a que la Corte Suprema ratificó el fallo de la Corte de Apelaciones de Valparaíso. La obra se encuentra en avenida Borgoño y desde el 2019 contaba con un permiso de edificación entregado por la Dirección de Obras Municipales de Viña del Mar, sin embargo uno de los argumentos que contribuyó a la decisión de la paralización fue que el proyecto no contaba con un estudio de impacto ambiental, lo que aumenta los conflictos entre autoridades municipales, empresariales y organizaciones ambientales de la zona.Sin embargo, este no es el único caso de conflictos entre inmobiliarias y proyectos de obras en las cercanías del Santuario de la Naturaleza.
Otro de los conflictos es el proyecto Alto Santorini II conjunto de 2 edificios independientes de 10 y 28 pisos, que en el año 2019 fue paralizado por un fallo de la Corte Suprema que lo declara ilegal por construir sin permiso medioambiental.
El hecho de ser un campo de  dunas fósiles lo convierte en una geoforma natural extremadamente frágil. Su ubicación en la mayor conurbación del litoral chileno las expone a la degradación y la transformación de su medio natural, ya que son afectadas, principalmente, por el tráfico excesivo de vehículos motorizados y la construcción de edificios. Ante esto, la comunidad se ha organizado y ha defendido este santuario natural frenta la amenaza inmobiliaria.
Existen diversas organizaciones que realizan labores de difusión, limpieza, legales y más en busca de la conservación de este espacio.